# Liste historischer Gerichte im Bundesland Niedersachsen
Diese Liste enthält die historischen Gerichte im heutigen Bundesland Niedersachsen. Für die heute noch bestehenden Gerichte siehe die Liste der Gerichte des Landes Niedersachsen.

## Vorgängerstaaten
Das heutige Bundesland Niedersachsen entstand 1945/1947 aus Teilen der preußischen Provinz Hannover, des Freistaates Braunschweig, des Freistaates Schaumburg-Lippe und des Freistaates Oldenburg. Die Gerichte der Vorgängerstaaten finden sich in den folgenden Listen:
- Liste der Gerichte in der Provinz Hannover
- Liste der Gerichte im Großherzogtum Oldenburg
- Liste der Gerichte im Herzogtum Braunschweig
- Liste der Gerichte in Schaumburg-Lippe

Für die Gerichte im Königreich Hannover siehe
- Für die Amtsgerichte im Königreich Hannover siehe Liste der Amtsgerichte im Königreich Hannover
- Für die Obergerichte im Königreich Hannover siehe Obergericht (Königreich Hannover)#Gerichte

### Einzelne Gerichte
Soweit nicht in den Einzellisten dargestellt, finden sich hier einzelne Gerichte der Vorgängerstaaten:
- Oberappellationsgericht Celle
- Landessozialgericht Niedersachsen
- Landgericht Holzminden[1]
- Amtsgericht Ahlden[2] bis 1973[3]
- Amtsgericht Bad Essen bis 1973[3] (bis zum 30. September 1920 in Wittlage)[4]
- Amtsgericht Bad Harzburg bis 1973[5]
- Amtsgericht Bad Münder am Deister bis 1974[6]
- Amtsgericht Bad Pyrmont bis 1974[6]
- Amtsgericht Berum bis zum 30. September 1932[7]
- Amtsgericht Bassum bis 1974[8]
- Amtsgericht Bentheim bis 1973[3]
- Amtsgericht Bergen bei Celle bis 1973[3]
- Kreisgericht Bettmar, 1814 bis 1825[9]
- Amtsgericht Bleckede bis 1973[3]
- Amtsgericht Bockenem bis 1971[10]
- Amtsgericht Bramsche 1933[11] bis 1972[12]
- Amtsgericht Bruchhausen-Vilsen bis 1973[3] (zuvor schon zum Ablauf des 30. September 1932 aufgehoben)[7]
- Amtsgericht Coppenbrügge bis 1956[13], zuvor schon aufgehoben zum Ablauf 30. September 1932[7], wieder eingerichtet zum 1. Oktober 1933[11]
- Amtsgericht Damme bis 1971[10]
- Amtsgericht Dassel
- Amtsgericht Dorum bis 1973[3]
- Amtsgericht Elsfleth bis 1971[10]
- Amtsgericht Eschershausen bis 1973[3]
- Amtsgericht Esens bis 1974[14]
- Amtsgericht Fallersleben bis 1973[15]
- Amtsgericht Freiburg (Elbe) bis 1973[3]
- Amtsgericht Freren[2]
- Amtsgericht Friesoythe bis 1974[8]
- Amtsgericht Fürstenau bis 1971[10]
- Amtsgericht Gieboldehausen bis zum 30. September 1932[7]
- Amtsgericht Greene bis 1967[16]
- Amtsgericht Hagen im Bremischen bis 1974[8]
- Amtsgericht Hankensbüttel bis 1974[8]
- Amtsgericht Hessisch Oldendorf bis 1974[6]
- Amtsgericht Hoya bis 1973[3]
- Amtsgericht Jork[2]
- Amtsgericht Calenberg bis zum 30. September 1932[7]
- Amtsgericht Königslutter bis 1974[8]
- Amtsgericht Lauenstein bis 1967[16]
- Amtsgericht Lilienthal bis 1971[10]
- Amtsgericht Löningen bis 1971[10]
- Amtsgericht Lüchow bis 1974[14]
- Amtsgericht Lutter bis 1956[13]
- Amtsgericht Malgarten bis zum 30. September 1932[7]
- Amtsgericht Medingen bis 1973[3]
- Amtsgericht Meinersen bis 1959[17]
- Amtsgericht Melle bis 1974[8]
- Amtsgericht Moringen bis 1973[3], zuvor schon aufgehoben zum Ablauf 30. September 1932[7], wieder eingerichtet zum 1. Oktober 1933[11]
- Amtsgericht Neuenhaus bis 1973[3]
- Amtsgericht Neuhaus (Oste) bis 1973[3]
- Amtsgericht Obernkirchen bis 1971[10]
- Amtsgericht Osten bis 1973[3]
- Amtsgericht Polle bis zum 30. September 1932[7]
- Amtsgericht Quakenbrück bis 1972[10]
- Amtsgericht Reinhausen bis 1971[10]
- Amtsgericht Riddagshausen, 1850 bis 1923 (1814 bis 1825 Kreisgericht, 1825 bis 1850 Kreisamt)[9]
- Amtsgericht Rodenberg bis 1974[6]
- Amtsgericht Salzgitter-Bad 1959–1973[18] (bis 1959 Amtsgericht Liebenburg)[19]
- Amtsgericht Salzgitter-Salder bis 1973[18]
- Amtsgericht Schöningen bis 1973[3]
- Amtsgericht Schöppenstedt bis 1971[10]
- Amtsgericht Sögel bis 1974[8]
- Amtsgericht Stadtoldendorf bis 1972[10]
- Amtsgericht Thedinghausen bis 1956[13]
- Amtsgericht Uchte bis 1973[3]
- Amtsgericht Uslar bis 1974[8]
- Amtsgericht Vechelde, 1825[9] bis 1971[10]
- Amtsgericht Vorsfelde (1814 bis 1825 Kreisgericht, 1825 bis 1850 Kreisamt, 1850 bis 1973)[15]
- Amtsgericht Walkenried bis 1973[5]
- Amtsgericht Weener bis 1971[10]

- Landesarbeitsgericht Osnabrück[20]
- Arbeitsgericht Bassum[21]
- Arbeitsgericht Bremervörde[21]
- Arbeitsgericht Gifhorn[21]
- Arbeitsgericht Goslar[21]
- Arbeitsgericht Norden[21]
- Arbeitsgericht Osterode[21]
- Arbeitsgericht Peine[21]
- Arbeitsgericht Uelzen[21]